# Koonga
Koonga är en ort i Estland. Den ligger i Koonga kommun och landskapet Pärnumaa, i den västra delen av landet, 100 km söder om huvudstaden Tallinn. Koonga ligger 27 meter över havet och antalet invånare är 303.
Terrängen runt Koonga är mycket platt. Runt Koonga är det mycket glesbefolkat, med 3 invånare per kvadratkilometer. Närmaste större samhälle är Risti, 18,4 km väster om Koonga. I omgivningarna runt Koonga växer i huvudsak blandskog.